# 別有洞天
《別有洞天》（英語：Holes）是一部2003年的美國冒險喜劇電影，由安德魯·戴維斯執導。改編自路易斯·薩奇爾的1998年同名小說《洞》，描述美國少年犯罪及種族歧視的問題。

## 劇情
倒霉的少年史丹利，在路上撿到一雙鞋，決定帶回家拿給爸爸研究除臭的方法。史丹利不知道那是一雙棒球明星的鞋子，回家的路上，不幸遇到警察，被誤認為是偷鞋子的小偷，就因此被逮捕起來。
法官給予史丹利兩項選擇：兩年監獄服刑或兩年的綠湖營。史丹利從沒去過夏令營，於是決定前往綠湖營。
綠湖營是專門感化青少年的機構，原本應兼具夏令營娛樂的本質與教化的目的，但獄吏只顧自己享受，她不但沒有興建青少年感化機構應有的設施，還假藉勞動改造的理由讓少年們一人一天挖一個直徑五呎、深五呎的洞，目的卻完全是為了尋找寶藏。史丹利在綠湖營認識了雷射、零、磁鐵、花枝、閃電、狐臭等同伴，大家都來自不同的種族與背景，個性也截然不同。
大家經常取笑零笨，就連輔導老師們也會嘲笑他，因為他不識字。史丹利認識了零之後，發現零其實一點也不笨，只是他不願回答他認為無聊的問題。史丹利就因此每天教零寫字，與每個字母正確的念法。零學得很快，可是後來有位輔導老師當眾取笑他，因而逃離綠湖營。史丹利一天比一天擔憂，卻未見零回到營區，最後他不忍心讓零在沙漠中渴死，毅然決定尋找零。兩人在沙漠中找到一片綠洲，靠著喝水和吃洋蔥撐了幾天，然後返回綠湖營。
回抵營區時，已是三更半夜，兩人一起挖下最後一個洞，挖出史丹利曾祖父的寶藏。隔天，一名律師和檢察官向綠湖營要求釋放史丹利，同時發現獄吏以勞動改造為藉口，要求少年們挖洞找寶藏的事實，便立刻下令關閉綠湖營。

## 演員
- 沙·拉保夫 飾演 Stanley "Caveman" Yelnats IV
- 科里奧·托馬斯（英语：Khleo Thomas） 飾演 Hector "Zero" Zeroni
- 亨利·溫克勒 飾演 Stanley Yelnats III
- 雪凡恩·范倫·霍根（英语：Siobhan Fallon Hogan） 飾演 Tiffany Yelnats
- 內森·戴維斯（英语：Nathan Davis (actor)） 飾演 Stanley Yelnats II
- 里克·福克斯 飾演 Clyde "Sweet Feet" Livingston
- Brenden Jefferson（英语：Brenden Jefferson） 飾演 Rex "X-Ray"
- Jake M. Smith 飾演 Alan "Squid"
- Byron Cotton 飾演 Theodore "Armpit"
- Miguel Castro 飾演 José "Magnet"
- Max Kasch（英语：Max Kasch） 飾演 Ricky "Zigzag"
- 薛歌妮·韋花 飾演 Louise Walker the Warden
- 莊·威 飾演 Marion Sevillo / Mr. Sir
- 提姆·布雷克·尼爾森 飾演 Dr. Kiowa "Mom" Pendanski
- 帕特里夏·阿奎特 飾演 Katherine "Kissin' Kate" Barlow
- 杜·希爾（英语：Dulé Hill） 飾演 Sam the Onion Man
- Scott Plank（英语：Scott Plank） 飾演 Charles "Trout" Walker
- 沙利·馬力爾（英语：Shelley Malil） 飾演 the Yelnats' Landlord
- Damien Luvara 飾演 Elya Yelnats
- 厄莎·凱特 飾演 Madame Zeroni
- Sanya Mateyas（英语：Sanya Mateyas） 飾演 Myra Menke
- 雷佛·依斯亞諾夫（英语：Ravil Isyanov） 飾演 Morris Menke
- 肯·大衛頓（英语：Ken Davitian） 飾演 Igor Barkov
- Noah Poletiek 飾演 Brian "Twitch"
- 贊恩·霍爾茨（英语：Zane Holtz） 飾演 Louis "Barf Bag"
- Steve Koslowski 飾演 Lump
- 羅馬·瑪菲亞（英语：Roma Maffia） 飾演 Atty. Carla Morengo
- 麥可·卡瓦諾（英语：Michael Cavanaugh (actor)） 飾演 Judge Austin Gorg

## 評價
爛番茄網站上對這部電影的好評度為77%，在133條專業評論中，103條專業評論贊同，30條專業評論反對，平均分為7/10，觀眾的評價則是76%，獲得普遍好評。